# صفحات بینابینی

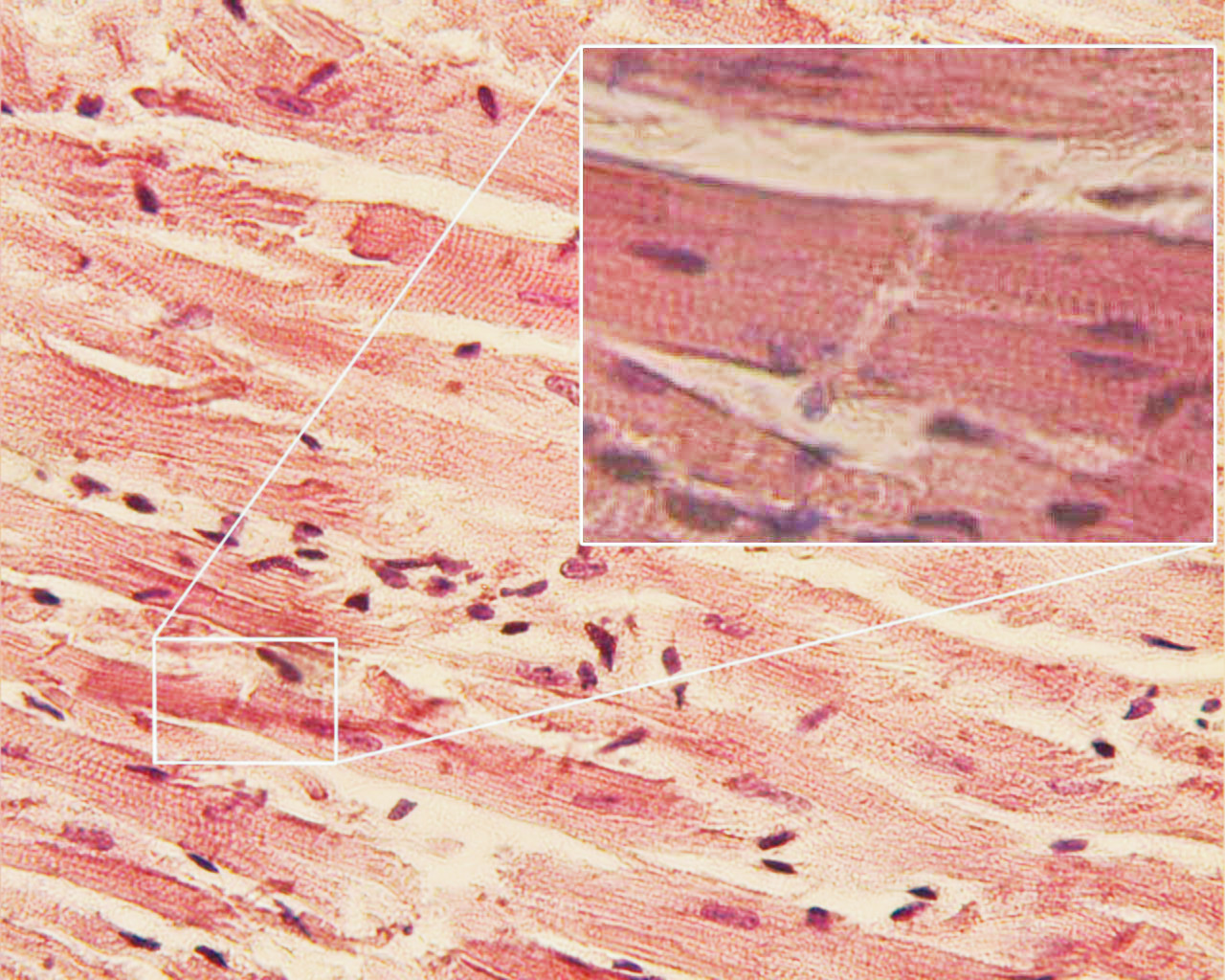
ماهیچه قلبی. صفحات بینابینی به صورت پلکانی (موجی) مشاهده می‌شوند

صفحات بینابینی (درهم رفته)(به انگلیسی Intercalated disc) ساختارهای ویژه ای از ماهیچه قلبی هستند که در انواع دیگر ماهیچه‌های مهره‌داران وحود ندارند. این ساختارها در گسترش پیام الکتریکی بین سلول‌های ماهیچه قلبی نقش مهمی دارند. در این صفحات پمپ کلسیم و پمپ پتاسیم وجود دارد بر خلاف مهایچه‌های اسکلتی که فقط پیام انقباض دارند، این صفحات در گسترش پیام استراحت نیز نقش دارند.

## ساختار
سه نوع اتصال سلولی که به‌عنوان یک صفحه بینابینی شناخته می‌شوند عبارتند از: دسموزوم‌ها، اتصالات چسبنده فاسیا، و اتصالات شکاف.
چسبنده‌های فاسیا مکان‌های استقرار اکتین هستند و به نزدیک‌ترین سارکومر متصل می‌شوند.
دسموزوم‌ها از جدا شدن در حین انقباض با اتصال رشته‌های میانی، لنگر انداختن غشای سلولی به شبکه رشته‌ای میانی و اتصال سلول‌ها به یکدیگر جلوگیری می‌کنند.
اتصالات شکاف سیتوپلاسم سلول‌های همسایه را به صورت الکتریکی به هم متصل می‌کند و به پتانسیل‌های عمل قلبی اجازه می‌دهد تا با اجازه عبور یون‌ها بین سلول‌ها پخش شود و باعث دپلاریزاسیون عضله قلب می‌شود.
همه این اتصالات به عنوان یک واحد واحد به نام ناحیه کامپوزیت با هم کار می‌کنند